# Khu bảo tồn Đất ngập nước Bao Bolong
Khu bảo tồn Đất ngập nước Bao Bolong  (còn được gọi là Baobolong, Bao Bolon hoặc Baobolon) là một vườn quốc gia tại Gambia. Được thành lập vào năm 1996, nó có diện tích 220 km vuông, bảo vệ vùng đất ngập nước nằm trên bờ bắc của sông Gambia, cách cửa sông khoảng 100 kilômét.Tên của nó có nguồn gốc từ phụ lưu Bao Bolon chảy từ Senegal đổ vào sông Gambia. Ranh giới của vườn quốc gia nằm dọc theo phụ lưu này, kéo dài lên phía bắc đến biên giới với Senegal.

## Lịch sử
Vào ngày 1 tháng 1 năm 1993, một khu vực có diện tích 35 km² được tuyên bố là khu bảo tồn quốc gia Bao Bolong. Ngày 16 tháng 9 năm 1996, nó được mở rộng ranh giới lên thành 220 km². Đây là khu vực đầu tiên ở Gambia được công nhận là vùng đất ngập nước có tầm quan trọng quốc tế theo Công ước Ramsar do tầm quan trọng đối với các loài chim nước và choi choi.

## Động thực vật
Bao Bolong có nhiều hệ sinh thái khác nhau gồm rừng ngập mặn, đầm lầy muối, xavan. Rừng ngập mặn là môi trường sống của các loài Đước như Rhizophora racemosa, Rhizophora mangle, Avicennia germinans. Đầm lầy muối là sự có mặt của sam biển, xạ tử, trong khi xavan đôi khi bị ngập lụt gồm có cói giấy và một số loài lau sậy. Trên thảo nguyên là những cây gạo, chiêu liêu trong khi những cây bụi có thể bắt gặp sung, đại kích, gáo.
Khu bảo tồn là môi trường sống của hơn 540 loài chim khiến nó trở thành nơi có sự đa dạng các loài chim nhất Gambia. Điển hình nhất là các loài chim nước bao gồm vịt mồng, le nâu mặt trắng, mòng két mày trắng, vịt mốc, ngỗng lùn châu Phi, vịt mỏ thìa.
Các loài chim kiếm ăn trên mặt nước rộng gồm hạc cổ trắng, hạc đá ngầm phương Tây, cò trắng, diệc mào, cò đầu búa, vạc nhỏ, diệc Goliath, diệc lớn, cò Marabou, diệc đêm, diệc xám, cò ruồi, cò quăm trắng châu Phi, bồ nông lưng hồng và chim cổ rắn châu Phi.
Vùng nước lợ là nơi kiếm ăn của những loài choi choi như choắt nhỏ, dẽ nhỏ. Một số loài chim đáng chú ý khác gồm Họ Bồng chanh như bói cá nhỏ, sả đuôi én ăn ong, bói cá lớn, bồng chanh lục, bồng chanh ngực lam; Họ Sáo như sáo lưng tím, sáo đá đuôi dài; Bộ Sả như mỏ sừng đất Abyssinia, sả châu Âu; Vẹt thì có vẹt Senegal, vẹt cổ hồng; các loài chim săn mồi có đại bàng cá châu Phi, Ó cổ đỏ, đại bàng Bateleur, diều hâu đen.
Khu bảo tồn cũng có sự đa dạng các loài động vật có vú như lợn bướu, rái cá không vuốt châu Phi, linh dương Sitatunga, linh dương, linh dương bụi rậm, linh dương hoẵng, linh cẩu đốm, báo hoa mai cùng nhiều loài linh trưởng như khỉ đầu chó Guinea, vượn galago lùn Senegal, khỉ đỏ colobus.